# Operacija Konavle
Operacija Konavle operacija je Hrvatske vojske kojoj je cilj bio osloboditi šire područje Konavala te potisnuti neprijatelja izvan granica Republike Hrvatske.
Operacija je trajala 4 dana, u razdoblju od 20. do 24. listopada 1992. godine. Akcija je započela iskrcavanjem u oslobođenom Cavtatu, a cilj joj je bio zauzeti Konavoska brda i izbiti na granice prema Republici Bosni i Hercegovini i tadašnjoj Saveznoj Republici Jugoslaviji što je na kraju i učinjeno. Oslobođeno je 1210 četvornih kilometara kopna i 1080 četvornih kilometara hrvatskog pojasa teritorijalnog mora.

## Unutarnje poveznice
- Obrana Dubrovnika

## Vanjske poveznice
- za daljnje čitanje: Završne operacije oslobađanja juga Hrvatske  Arhivirana inačica izvorne stranice od 7. listopada 2012. (Wayback Machine)